# Charles Jacobs
Charles Jacobs (Charles Sherman Jacobs; * 15. Februar 1882; † Februar 1945) war ein US-amerikanischer Stabhochspringer.
Bei den Olympischen Spielen 1908 in London teilte er sich die Bronzemedaille mit Edward Archibald und Bruno Söderström. Alle drei hatten 3,58 m überquert, während die gemeinsamen Sieger Edward Cook und Alfred Gilbert 3,71 m meisterten.
Aus demselben Jahr stammt seine persönliche Bestleistung von 3,76 m.